# Eudoxia von Biron

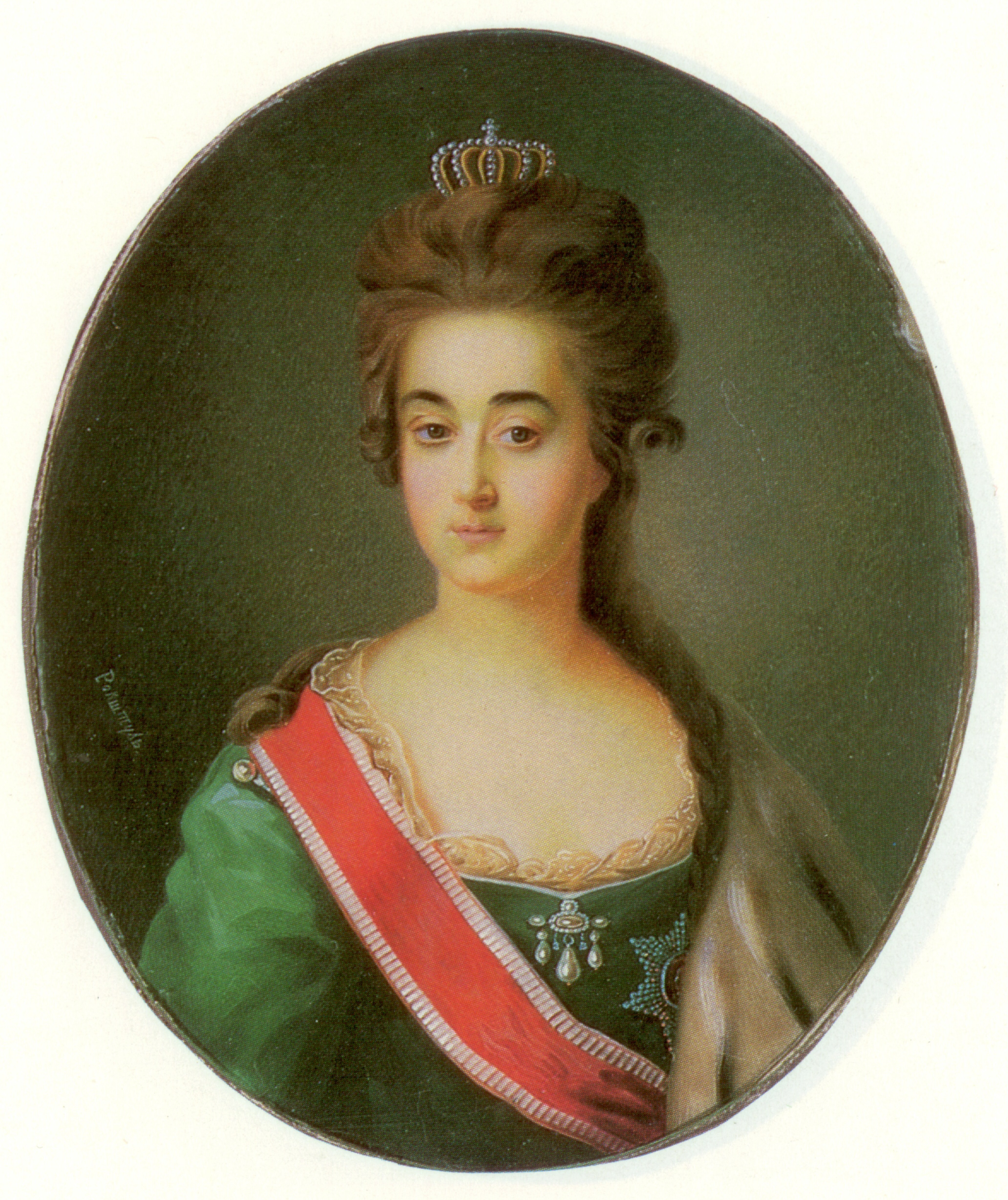
Eudoxia von Biron

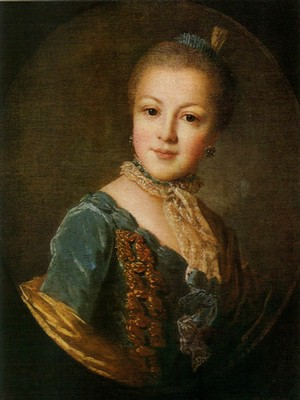
Eudoxia als Kind

Eudoxia von Biron geboren als Jewdokija Borissowna Jussupowa (russisch Евдокия Борисовна Бирон, * 5. Mai 1743 in Moskau, Russisches Kaiserreich; † 21. Juli 1780 in Sankt Petersburg) war eine russische Adlige und durch Heirat von 1769 bis 1778 Herzogin von Kurland.

## Leben
Sie war die Tochter des Moskauer Gouverneurs Fürst Boris Grigorjewitsch Jussupow und Schwester des Staatsmannes Fürst Nikolai Borissowitsch Jussupow. Eudoxia diente der Zarin Katharina II. als Hofdame und wurde Dame des Ordens der Heiligen Katharina. Am 6. März 1774 heiratete sie den Reichsgrafen und seit 1769 Herzog von Kurland und Semgallen Peter von Biron. Als Mitgift brachte sie ihrem Gatten 15.000 Rubel. Ihre Familie soll hingegen vom Herzog von Kurland als Ausgleich mehrere Schmuckstücke erhalten haben. Die kinderlose Ehe verlief allem Anschein nach unglücklich. Am 26. April 1778 wurde sie geschieden. Darauf heiratete der Herzog in dritter Ehe am 6. November 1779 die Reichsgräfin Anna Charlotte Dorothea von Medem. Eudoxia von Biron starb am 21. Juli 1780 in Sankt Petersburg und fand ihre letzte Ruhestätte im Alexander-Newski-Kloster.

## Auszeichnungen
- Russischer Orden der Heiligen Katharina